# Homoneura dentata
Homoneura dentata är en tvåvingeart som beskrevs av Mitsuhiro Sasakawa 1991. Homoneura dentata ingår i släktet Homoneura och familjen lövflugor. Inga underarter finns listade i Catalogue of Life.